# Selmor Mtukudzi
Selmor Mtukudzi, née en 1983, est une musicienne primée et une actrice zimbabwéenne. Elle est la fille d'Oliver Mtukudzi.

## Jeunesse
Selmor Mtukudzi est le second enfant d'Oliver Mtukudzi,, et de Melody Murape. Elle est née à Harare. Ses parents divorcent alors qu'elle n'est âgée que de trois ans.

## Carrière et engagements pour les femmes
En 2008, Selmor Mtukudzi sort son premier album intitulé Shungu. L'album correspond à son arrivée sur la scène musicale en tant qu’artiste solo. Ensuite, elle sort deux albums conjointement avec son mari musicien, le premier en 2011 intitulé Selmor et Tendai "Live" enregistré en public au 7 Art Theatre de Harare, le second en 2012, intitulé Ndinewe (Je suis avec vous). Son 4e album Expressions, sorti en 2013, est un succès rapide avec la chanson Nguva Yangu nommée pour les National Arts Merit Awards et les Zimbabwe Music Awards et, en 2015, gagnante de l'African Entertainment Awards USA dans la catégorie Meilleure chanson de l'année et des Zimbabwe Chamber of Commerce award/WECA Award.
En 2015, elle sort son 5e album intitulé I Am Woman comprenant la chanson Zvidikidiki gagnante des National Arts Merit Awards dans la catégorie Femme exceptionnelle de l'année et des Africa Entertainment Awards USA dans la catégorie Meilleure chanson féminine, et nommée aux ZIMA dans la catégorie Meilleure vidéo de l'année et aux ZIWA UK catégorie Meilleure artiste féminine de l'année. Sa chanson Butterflies fait partie de la bande son du film Escape nommée aux ZIFF et aux NAMA Awards, dans lequel elle joue l'un des rôles principaux. La chanson titre I Am Woman encourage les femmes à avoir confiance en elles et à remercier leur dieu pour leur beauté et leurs dons. Ce morceau traduit les convictions de Selmor Mtukudzi pour l'autonomisation des filles et des femmes,,,. En 2015, sous l'impulsion de l'ONG ONE, elle chante également  avec la Kényane Victoria Kimani, la Gabonaise Arielle T, les Sud-Africaines Judith Sephuma et Blessing, les Nigérianes Waje et Yemi Alade, la Tanzanienne Vanessa Mdee, enregistrant Strong Girl, une chanson engagée pour les droits des femmes et contre le sexisme. L'actrice nigériane Omotola Jalade Ekeinde intervient également dans le clip,.
En 2017, lors des célébrations de la journée internationale des Femmes, Selmor Mtukudzi se rend au Canada pour parler aux députés canadiens de l'importance de l'éducation des filles. En 2017, elle fonde également Vabvana Trust dans le but de favoriser l'autonomie des jeunes femmes. Selmor Mtukudzi croit fermement que lorsqu'une femme peut être autonome, la nation se renforce.
Après le décès de son père, en janvier 2019, Selmor Mtukudzi s'associe à d'anciens membres des Black Spirits, le groupe de ce père, pour des spectacles commémoratifs en faveur d'Oliver Mtukudzi. Elle présente des émissions mensuelles sur le thème "KwaTuku" destinées à rendre hommage à son père et à rappeler au public quelques-unes des créations d'Oliver Mtukudzi.

## Vie personnelle
Selmor Mtukudzi est mariée à son compatriote et musicien Tendai Manatsa, fils du musicien Zexie Manatsa. Ensemble ils ont 3 enfants,,.

## Discographie

### Albums
- Shungu, 2008
- Selmor et Tendai "Live", 2011
- Ndinewe (I'm With You), 2012
- Expressions, 2013
- I Am Woman, 2015[19]

### Singles
- Hangasa, 2017
- Vakanaka Vakarara, 2018